# هنر مردن
هنرِ مُردن (اسپانیایی: El arte de morir‎) یک فیلم ترسناک اسپانیایی به کارگردانی آلوارو فرناندس آرمرو است که در سال ۲۰۰۰ منتشر شد.

## گزیدهٔ بازیگران
- فله مارتینس[۲]
- ماریا استوه[۳]
- گوستاوو سالمرون[۴]
- لوسیا خیمه‌نس[۳]
- آدریا کویادو[۳]
- السا پاتاکی[۳]
- امیلیو گوتیه‌رس کابا[۵]
- سرخیو پریس-منچتا